# Lane Chandler
Pour les articles homonymes, voir Chandler.

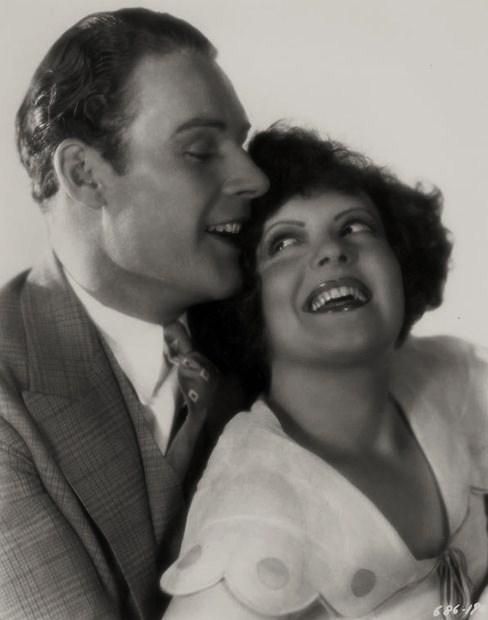
Avec Clara Bow, dans La Belle aux cheveux roux (1928, photo promotionnelle)

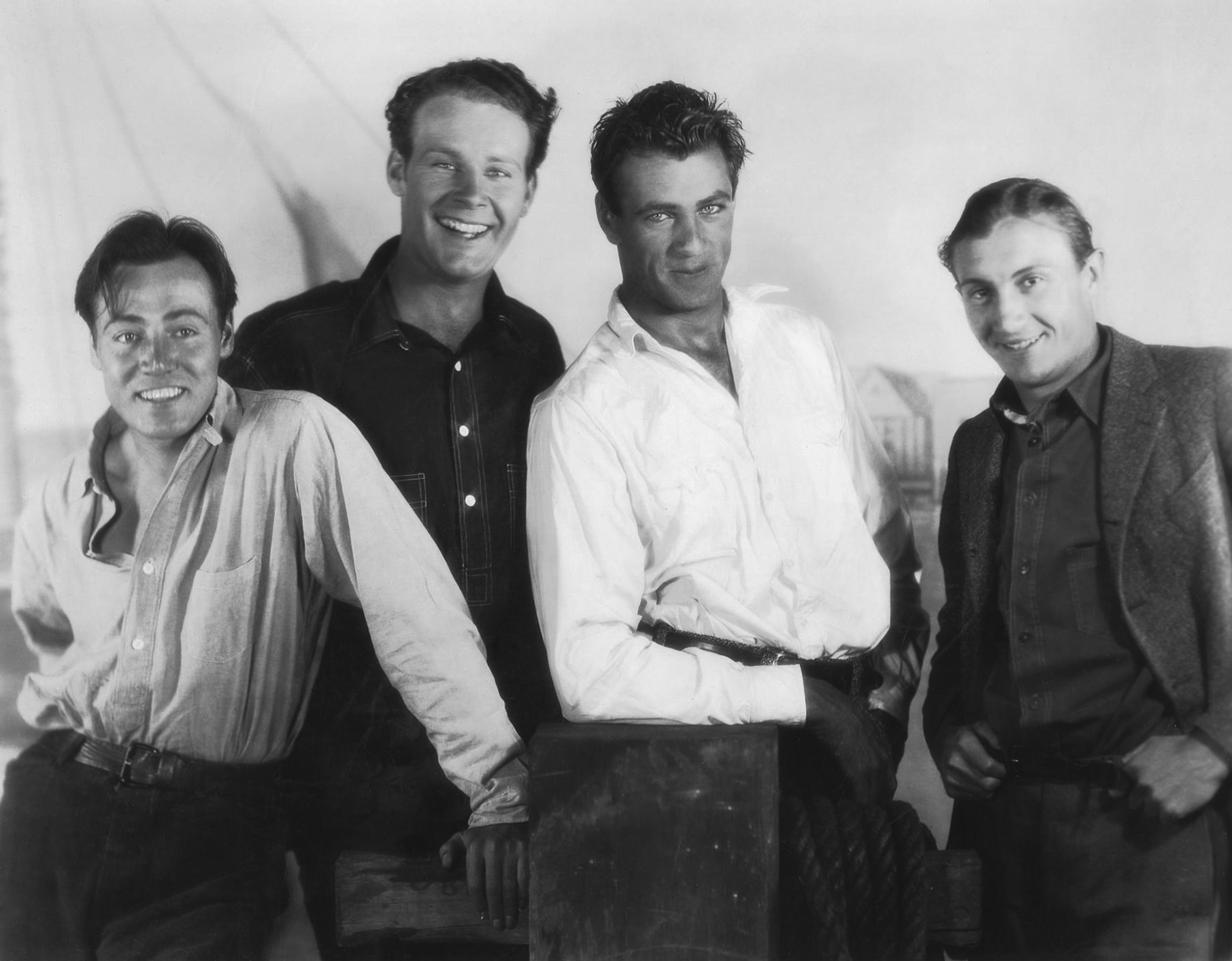
De g. à d. : Leslie Fenton, Lane Chandler, Gary Cooper et Rowland V. Lee (réalisateur), sur le tournage de The First Kiss (1928, photo promotionnelle)

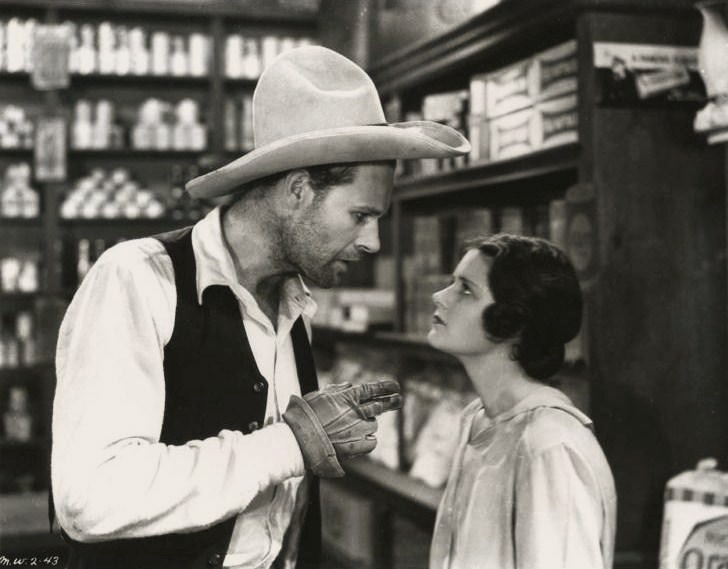
Avec Nancy Shubert, dans Justice pour un innocent (1933)

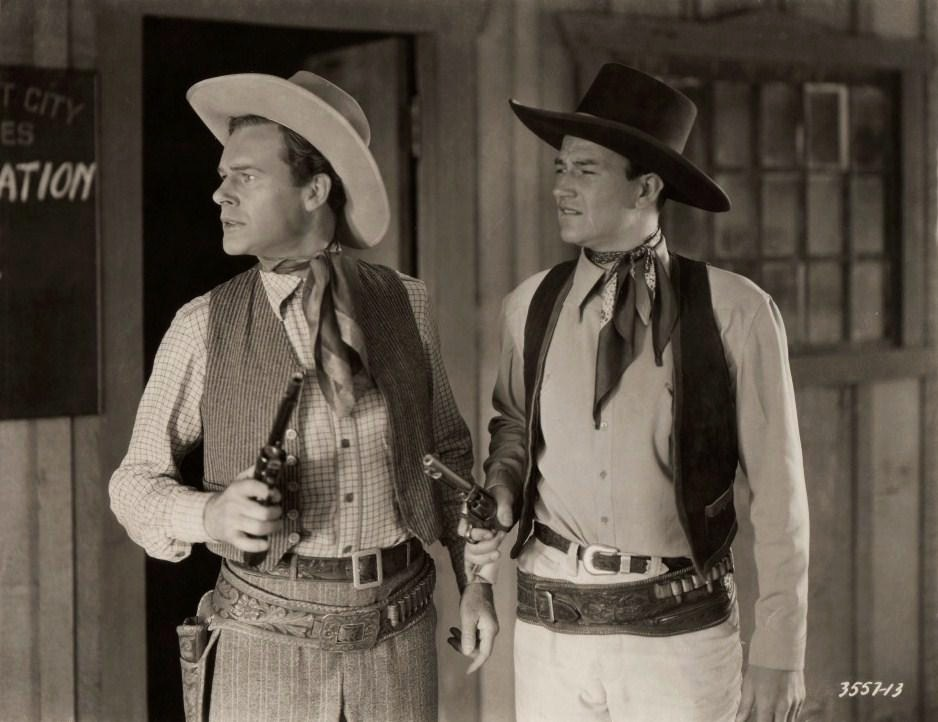
Avec John Wayne (à d.), dans La Ville fantôme (1936)

Lane Chandler est un acteur américain, né Robert Chandler Oakes le 4 juin 1899 à Culbertson (Montana), mort le 14 septembre 1972 à Los Angeles (Californie).

## Biographie
Après une première apparition comme figurant dans Charlot et le Masque de fer de (et avec) Charlie Chaplin (1921), Lane Chandler se retrouve en 1927 sous contrat à la Paramount Pictures (Famous Players-Lasky Corporation), pour laquelle il tourne quelques films muets, dont La Belle aux cheveux roux de Clarence G. Badger (1928, avec Clara Bow). Un de ses premiers films parlants est Le Droit d'aimer de John S. Robertson, produit par la Metro-Goldwyn-Mayer (1929, avec Greta Garbo et Nils Asther). 
Dès 1927 et souvent par la suite, il collabore à des westerns, comme Justice pour un innocent d'Armand Schaefer (1933) et La Ville fantôme de Mack V. Wright (1936), tous deux avec John Wayne, La Vallée de la peur (1947, avec Teresa Wright et Robert Mitchum) et Une corde pour te pendre (1951, avec Kirk Douglas et Virginia Mayo) de Raoul Walsh, ou encore Le Dernier Train pour Frisco d'Andrew V. McLaglen (avec George Peppard et Diana Muldaur), son ultime film sorti en 1971. Signalons aussi plusieurs serials, tels Flash Gordon de Frederick Stephani et Ray Taylor (1936, avec Buster Crabbe dans le rôle-titre) et Zorro Rides Again de William Witney et John English (1937, avec John Carroll dans le rôle-titre).
Notons également que onze de ses trois-cent-quarante-quatre films américains (souvent comme second rôle de caractère ou dans des petits rôles non crédités) sont réalisés par Cecil B. DeMille, depuis Le Signe de la croix (1932, avec Fredric March et Claudette Colbert) jusqu'à Sous le plus grand chapiteau du monde (1952, avec Charlton Heston et Betty Hutton), en passant par Les Tuniques écarlates (1940, avec Gary Cooper et Madeleine Carroll) et Samson et Dalila (1949, avec Victor Mature et Hedy Lamarr).
Pour la télévision, Lane Chandler contribue entre 1949 et 1966 à quarante-trois séries américaines, certaines également dans le domaine du western, dont The Lone Ranger (quatre épisodes, 1949-1950, avec Clayton Moore dans le rôle-titre), Maverick (neuf épisodes, 1957-1962) et Gunsmoke (six épisodes, 1961-1966).

## Filmographie partielle

### Cinéma
(S = serial)

#### Années 1920
- 1921 : Charlot et le Masque de fer (The Iddle Class) de Charlie Chaplin : figurant
- 1927 : Au service de la loi (en) (The Last Outlaw) d'Arthur Rosson : Un rancher
- 1927 : Open Range de Clifford Smith : Tex Smith
- 1928 : Les Pilotes de la mort (The Legion of the Condemned) de William A. Wellman : Charles Holabird
- 1928 : La Belle aux cheveux roux (Red Hair) de Clarence G. Badger : Robert Lennon
- 1928 : Le Bateau de nos rêves (The First Kiss) de Rowland V. Lee : William Talbot
- 1928 : Condamnez-moi (Love and Learn) de Frank Tuttle : Anthony Cowles
- 1928 : The Big Killing de F. Richard Jones : George Hicks
- 1929 : Le Droit d'aimer (The Single Standard) de John S. Robertson : Ding Stuart
- 1929 : The Forward Pass d'Edward F. Cline : Kane

#### Années 1930
- 1930 : Firebrand Jordan d'Alan James : rôle-titre
- 1930 : Rough Waters de Jean Daumery : Cal Morton
- 1930 : The Lightning Express d'Henry MacRae : Jack Venable
- 1930 : Under Texas Skies (en) de J. P. McGowan : « Singer » Martin
- 1931 : Hurricane Horseman (en) d'Armand Schaefer : « Gun » Smith
- 1932 : Texas Tornado d'Oliver Drake : Tex Robbins / Wolf Cassidy
- 1932 : The Reckless Rider d'Armand Schaefer : Tex Wilkins
- 1932 : Lawless Valley (en) de J. P. McGowan : Bob Rand
- 1932 : Le Signe de la croix (The Sign of the Cross) de Cecil B. DeMille : un chrétien enchaîné
- 1932 : Guns for Hire de Lewis D. Collins : « Flip » LaRue / Ken Wayne
- 1933 : L'Aigle et le Vautour (The Eagle and the Hawk) de Stuart Walker : un pilote
- 1933 : Justice pour un innocent ou Une sale amitié (Sagebrush Trail) d'Armand Schaefer : Joseph Conlon / Bob Jones
- 1933 : Fighting with Kit Carson de Colbert Clark et Armand Schaefer (S) : Le sergent
- 1933 : Fra Diavolo (The Devil's Brother) d'Hal Roach et Charley Rogers : Le lieutenant
- 1934 : Beyond the Law de D. Ross Lederman : un policier
- 1934 : La Veuve joyeuse (The Merry Widow) d'Ernst Lubitsch : le soldat se présentant à Popoff
- 1935 : The Outlaw Tamer (en) de J. P. McGowan : Tex Broderick
- 1936 : La Bohémienne (The Bohemian Girl) de James W. Horne et Charley Rogers : un soldat
- 1936 : Undersea Kingdom (en) de B. Reeves Eason et Joseph Kane (S) : Darius
- 1936 : Trois jeunes filles à la page (Three Smart Girls) d'Henry Koster : l'officier de police Jack
- 1936 : The Idaho Kid de Robert F. Hill : Jess Peters
- 1936 : Flash Gordon de Frederick Stephani et Ray Taylor (S) : un homme-requin / un soldat de Ming
- 1936 : La Ville fantôme (Winds of the Wasteland) de Mack V. Wright : Larry Adams
- 1936 : Law and Lead de Robert F. Hill : Le détective Ned
- 1936 : Une aventure de Buffalo Bill (The Plainsman) de Cecil B. DeMille : un soldat du capitaine Wood
- 1936 : Stormy Trails de Sam Newfield : le contremaître Dunn
- 1937 : Heroes of the Alamo (en) d'Harry L. Fraser : Davy Crockett
- 1937 : Zorro Rides Again de William Witney et John English (S) : l'ingénieur en chef Malloy
- 1937 : Sing While You're Able de Marshall Neilan : Simpson
- 1937 : Une nation en marche (Wells Fargo) de Frank Lloyd : Tom, un messager
- 1937 : She Loved a Fireman de John Farrow : Bill Patton
- 1938 : Les Justiciers du Far-West (The Lone Ranger) de William Witney et John English (S) : Dick Forrest
- 1938 : Les Flibustiers (The Buccaneer) de Cecil B. DeMille : un pirate
- 1938 : Land of Fighting Men d'Alan James : Cliff
- 1938 : Un envoyé très spécial (Too Hot to Handle) de Jack Conway : le cameraman
- 1938 : Les Nouvelles Aventures de Flash Gordon (Flash Gordon's Trip to Mars) de Ford Beebe et Robert F. Hill (S) : le commandant de vol
- 1938 : Les Anges aux figures sales (Angels with Dirty Faces) de Michael Curtiz : un garde
- 1938 : Come On, Rangers de Joseph Kane : Ken Rogers
- 1938 : Marie-Antoinette (Marie Antoinette) de W. S. Van Dyke : un citoyen-officier
- 1938 : Campus Confessions de George Archainbaud : l'entraîneur Parker
- 1938 : Au cœur de l'Arizona (Heart of Arizona) de Lesley Selander : Trimmer Winkler
- 1939 : Southward Ho (en) de Joseph Kane : Jim Crawford
- 1939 : Pacific Express (Union Pacific) de Cecil B. DeMille : Un conducteur de train
- 1939 : North of the Yukon de Sam Nelson : Atkins
- 1939 : L'Homme au masque de fer (The Man in the Iron Mask) de James Whale : le capitaine des gardes de Fouquet
- 1939 : Oklahoma Frontier de Ford Beebe : le sergent
- 1939 : The Man from Montreal de Christy Cabanne : le policier Rankin
- 1939 : En surveillance spéciale (Invisible Stripes de Lloyd Bacon

#### Années 1940
- 1940 : La Caravane héroïque (Virginia City) de Michael Curtiz : L'ordonnance du capitaine Irby
- 1940 : Howard le révolté (The Howards of Virginia) de Frank Lloyd : un major
- 1940 : Deadwood Dick (en) de James W. Horne (S) : Wild Bill Hickok
- 1940 : Les Tuniques écarlates (North West Mounted Police) de Cecil B. DeMille : le policier Fyffe
- 1940 : The Great Plane Robbery (en) de Lewis D. Collins : Bill Whitcomb
- 1940 : La Piste de Santa Fe (Santa Fe Trail) de Michael Curtiz : Un adjudant
- 1940 : Mon petit poussin chéri (My Little Chickadee) d'Edward F. Cline : Un porteur
- 1941 : Sergent York (Sergeant York) d'Howard Hawks : le caporal Savage
- 1941 : La Charge fantastique (They Died with Their Boots On) de Raoul Walsh : une sentinelle
- 1942 : Les Naufrageurs des mers du Sud (Reap the Wild Wind) de Cecil B. DeMille : Sam
- 1942 : Sundown Jim de James Tinling : Nat Oldroyd
- 1942 : Vainqueur du destin (The Pride of the Yankees) de Sam Wood : Mark
- 1942 : Les Mille et Une Nuits (Arabian Nights) de John Rawlins : un majordome
- 1943 : Wild Horse Rustlers de Sam Newfield : « Smoky » Moore / Hans Beckmann
- 1943 : La Fille et son cow-boy (A Lady Takes a Chance) de William A. Seiter : Slim
- 1943 : Obsessions (Flesh and Fantasy) de Julien Duvivier : Satan / un acrobate
- 1943 : Behind Prison Walls de Steve Sekely : Reagan
- 1944 : Silver City Kid (en) de John English : Steve Clayton
- 1944 : L'Odyssée du docteur Wassell (The Story of Dr. Wassell) de Cecil B. DeMille : Un officier néerlandais écoutant la radio
- 1944 : Casanova le petit (Casanova Brown) de Sam Wood : une ordonnance
- 1944 : Trigger Trail (en) de Lewis D. Collins : Slade
- 1944 : Hollywood Parade (Follow the Boys) d'A. Edward Sutherland et John Rawlins : un officier du navire
- 1944 : Laura d'Otto Preminger : un détective
- 1944 : The Great Mike de Wallace Fox : Sam Hildur
- 1945 : L'Intrigante de Saratoga (Saratoga Trunk) de Sam Wood : Al
- 1945 : L'assassin rôde toujours (The Spider) de Robert D. Webb : un officier de police en voiture
- 1945 : Le Grand Bill (Along Came Jones) de Stuart Heisler : Boone
- 1946 : La Double Énigme (The Dark Mirror) de Robert Siodmak : l'interne
- 1946 : Behind Green Lights d'Otto Brower : le détective Brewer
- 1946 : Le Joyeux Barbier (Monsieur Beaucaire) de George Marshall : l'officier français à la porte du palais
- 1947 : Les Conquérants d'un nouveau monde (Unconquered) de Cecil B. DeMille : Un membre de la cour martiale
- 1947 : The Vigilantes Return de Ray Taylor : un messager
- 1947 : La Vallée de la peur (Pursued) de Raoul Walsh : un Callum
- 1948 : Une femme opprimée (Money Madness) de Sam Newfield : un policier
- 1948 : La Descente tragique (Albuquerque) de Ray Enright : M. Clark
- 1948 : California's Golden Beginning de Cecil B. DeMille et Herbert Coleman (court métrage) : rôle non spécifié
- 1948 : Le Grand Rodéo (Northwest Stampede) d'Albert S. Rogell : Scrivner
- 1948 : Far West 89 (Return of the Bad Men) de Ray Enright : Ed
- 1948 : Belle Starr's Daughter (en) de Lesley Selander : le marshal Evans
- 1948 : La Rivière rouge (Red River) d'Howard Hawks : Un colonel
- 1949 : El Paso, ville sans loi (El Paso) de Lewis R. Foster
- 1949 : Samson et Dalila (Samson and Delilah) de Cecil B. DeMille : Teresh

#### Années 1950
- 1950 : Montana de Ray Enright : Le shérif Jake Overby
- 1950 : Outcasts of Black Mesa (it) de Ray Nazarro : Ted Thorp
- 1950 : Embuscade (Ambush) de Sam Wood : Doc Horton
- 1951 : Une corde pour te pendre ou Le Désert de la peur (Along the Great Divide) de Raoul Walsh : Le shérif
- 1951 : Le Puits (The Well) de Leo C. Popkin et Russell Rouse
- 1952 : Sous le plus grand chapiteau du monde (The Greatest Show in Earth) de Cecil B. DeMille : Dave
- 1952 : La Vallée des géants (The Big Trees) de Felix E. Feist : Frère Dorn
- 1952 : La Madone du désir (The San Francisco Story) de Robert Parrish : Morton
- 1952 : Le Lion et le Cheval (en) (The Lion and the Horse) de Louis King : Le shérif
- 1952 : L'Ange des maudits (Rancho Notorious) de Fritz Lang : Le shérif Hardy
- 1952 : Les Indomptables (The Lusty Men) de Nicholas Ray et Robert Parrish : Annonceur #4 (non-crédité)
- 1953 : La Charge sur la rivière rouge (The Charge at Feather River) de Gordon Douglas : le soldat Zebulon Poinsett
- 1953 : La Trahison du capitaine Porter (Thunder Over the Plains) d'André De Toth : Mike Faraday
- 1953 : Take Me to Town de Douglas Sirk
- 1954 : Les Rebelles (Border River) de George Sherman : Anderson
- 1954 : Retour à l'île au trésor (Return to Treasure Island) d'Ewald André Dupont : Le capitaine Cardigan
- 1955 : La Furieuse Chevauchée (Tall Man Riding) de Lesley Selander : Hap Sutton
- 1955 : Les Années sauvages (The Rawhide Years) de Rudolph Maté : Un colonel
- 1955 : Amour, fleur sauvage (Shotgun) de Lesley Selander : Le marshal Mark Fletcher
- 1956 : Attaque à l'aube (en) (The First Texan) de Byron Haskin : Le colonel James « Jim » Fannin
- 1956 : Le Justicier solitaire (The Lone Ranger) de Stuart Heisler : Chip Walker
- 1958 : Les Pillards du Kansas (Quantrill's Raiders) d'Edward Bernds : Le shérif
- 1958 : Les Boucaniers (The Buccaneer) d'Anthony Quinn : un homme des bois

#### Années 1960
- 1960 : Noose for a Gunman d'Edward L. Cahn : Ed Folsey
- 1961 : The Little Shepherd of Kingdom Come d'Andrew V. McLaglen : le shérif
- 1965 : My Blood Runs Cold de William Conrad : le shérif-adjoint

#### Années 1970
- 1971 : Le Dernier Train pour Frisco (One More Train to Rob) d'Andrew V. McLaglen : l'homme prenant le manteau et le chapeau de Fleet

### Séries télévisées
- 1949-1950 : The Lone Ranger
  - Saison 1, épisode 8 The Renegades (1949 - Flynn), épisode 20 Man of the House (1950 - Tex) et épisode 50 The Black Widow (1950 - Le shérif de Kingston)
  - Saison 2, épisode 10 Masked Deputy (1950) : Jason
- 1955 : Alfred Hitchcock présente (Alfred Hitchcock Presents)
  - Saison 1, épisode 7 Breakdown d'Alfred Hitchcock : le shérif
- 1955-1962 : Cheyenne
  - Saison 1, épisode 4 Border Showdown (1955) de Richard L. Bare : le marshal
  - Saison 2, épisode 5 The Law Man (1956 - Le shérif Stone), épisode 13 Deadline (1957 - Le shérif Morley) de Joseph Kane et épisode 14 Big Ghost Basin (1957 - Paul Floyd) de Joseph Kane
  - Saison 3, épisode 3 The Mutton Puncher (1957) de Franklin Adreon : un villageois
  - Saison 4, épisode 2 Reprieve (1959) de Paul Henreid : Le shérif Ringler
  - Saison 5, épisode 10 The Frightened Town (1961) de Leslie Goodwins : Joe Cooper
  - Saison 6, épisode 4 The Young Fugitives (1961) : Proudhomme
  - Saison 7, épisode 6 Indian Gold (1962 - Bailey) de Paul Landres et épisode 9 The Vanishing Breed (1962 - Le sénateur Maple) de Robert Sparr
- 1957-1958 : Sugarfoot
  - Saison 1, épisode 8 The Stallion Trail (1957 - Le shérif) d'Edward Bernds et épisode 18 Short Range (1958 - Le shérif Harkness)
  - Saison 2, épisode 2 Brink of Fear (1958) de Leslie H. Martinson : le marshal
- 1957-1962 : Maverick
  - Saison 1, épisode 1 War of the Silver Kings (1957) de Budd Boetticher : Lawson
  - Saison 2, épisode 5 High Card Hangs (1958) de Richard L. Bare : Andy
  - Saison 3, épisode 5 The Cats of Paradise (1959 - Gibbons) d'Arthur Lubin, épisode 16 The Marquessa (1960 - Le shérif) d'Arthur Lubin et épisode 23 Iron Hand (1960 - Le marshal Richter) de Leslie Goodwins
  - Saison 4, épisode 3 The Town That Wasn't There (1960 - Le shérif Crane) et épisode 8 The Cactus Switch (1961 - Le shérif Bill Wright) de George Waggner
  - Saison 5, épisode 1 Dade City Dodge (1961 - Le marshal) et épisode 10 Marshal Maverick (1962 - Un passager de la diligence) de Sidney Salkow
- 1959 : Les Incorruptibles (The Untouchables)
  - Saison 1, épisode 9 Le Roi de l'artichaut (The Artichoke King) : Kingan
- 1960-1963 : 77 Sunset Strip
  - Saison 2, épisode 31 Fraternity of Fear (1960) de Robert B. Sinclair : le chef Crane
  - Saison 5, épisode 30 The Heartbreak Caper (1963) de Paul Landres : le shérif Marberry
- 1961 : Rawhide
  - Saison 4, épisode 11 Le Gentleman des gentlemen (Gentleman's Gentleman) de Sobey Martin : le shérif
- 1961-1966 : Gunsmoke
  - Saison 6, épisode 17 Bad Sheriff (1961) d'Andrew V. McLaglen : Sam Haskell
  - Saison 7, épisode 10 Indian Ford (1961) d'Andrew V. McLaglen : Gabe Trumbull
  - Saison 8, épisode 8 The Trappers (1962 - Luke) d'Andrew V. McLaglen et épisode 38 The Quest for Asa Janin (1963 - Warden) d'Andrew V. McLaglen
  - Saison 10, épisode 11 Chicken (1964) d'Andrew V. McLaglen : Morgan
  - Saison 12, épisode 8 The Whispering Tree (1966) de Vincent McEveety : un garde
- 1965 : Lassie
  - Saison 11, épisode 22 The Old Man in the Forest : le premier chasseur